# Judenbach
Judenbach – część gminy (Ortsteil) Föritztal w Niemczech, w kraju związkowym Turyngia, w powiecie Sonneberg. Do 5 lipca 2018 samodzielna gmina.